# Cassano delle Murge
Cassano delle Murge is een gemeente in de Italiaanse provincie Bari (regio Apulië) en telt 12.495 inwoners (31-12-2004). De oppervlakte bedraagt 89,4 km², de bevolkingsdichtheid is 140 inwoners per km².

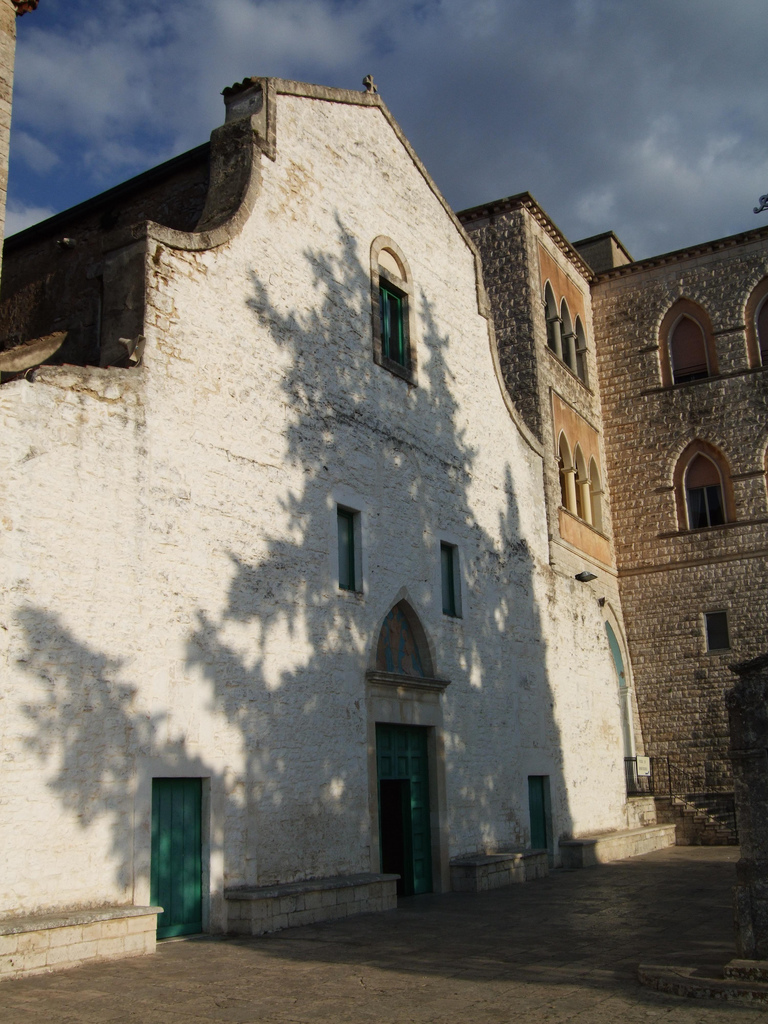
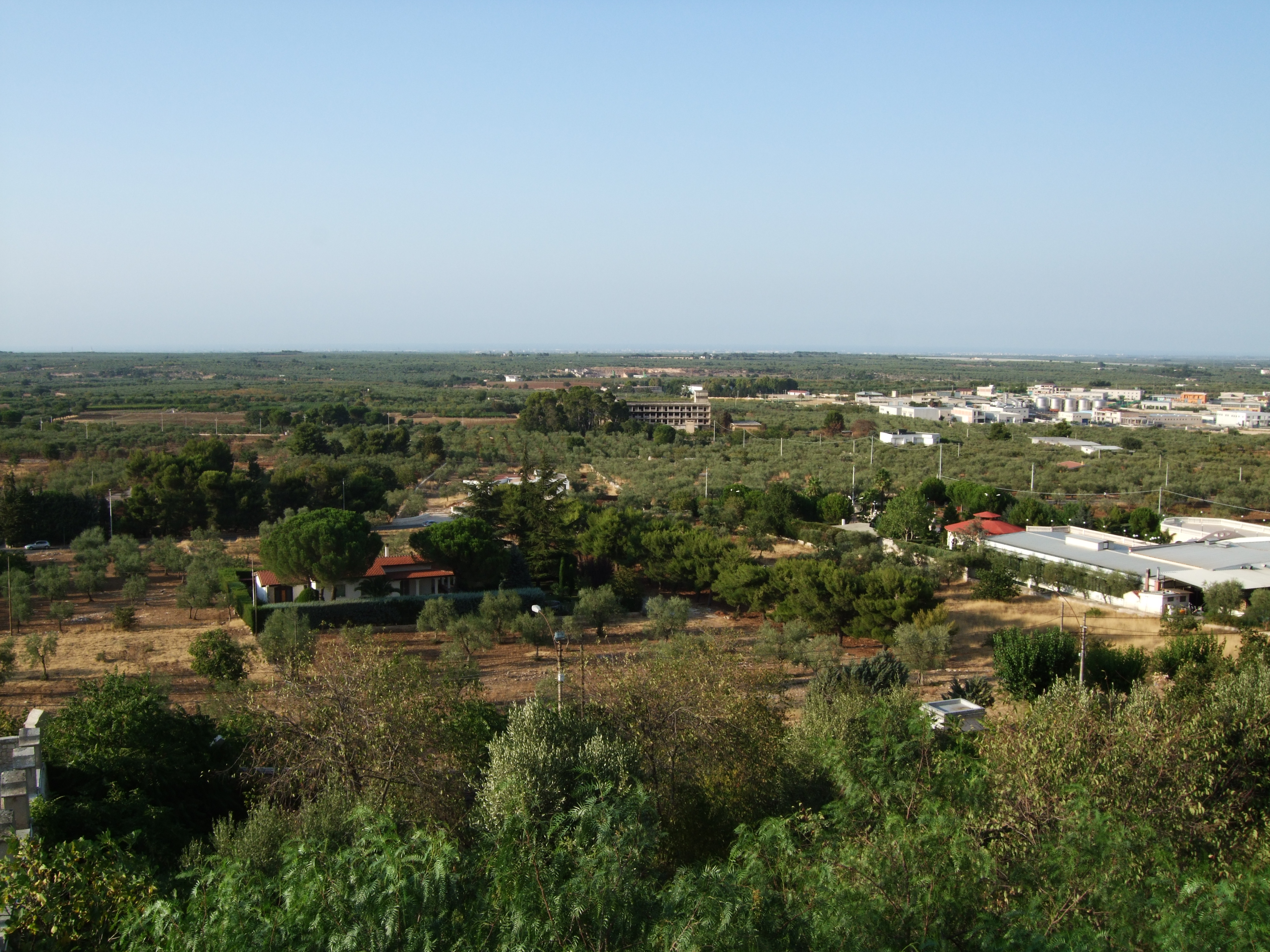

## Demografie
Cassano delle Murge telt ongeveer 4430 huishoudens. Het aantal inwoners steeg in de periode 1991-2001 met 14,3% volgens cijfers uit de tienjaarlijkse volkstellingen van ISTAT.
| Jaar | Inwoneraantal |
| ---- | ------------- |
| 1991 | 10.460        |
| 2001 | 11.958        |

## Geografie
De gemeente ligt op ongeveer 341 meter boven zeeniveau.
Cassano delle Murge grenst aan de volgende gemeenten: Acquaviva delle Fonti, Altamura, Grumo Appula, Sannicandro di Bari, Santeramo in Colle.

## Bekende inwoners
- Anna Rita Del Piano (1966), actrice

Acquaviva delle Fonti · Adelfia · Alberobello · Altamura · Bari · Binetto · Bitetto · Bitonto · Bitritto · Capurso · Casamassima · Cassano delle Murge · Castellana Grotte · Cellamare · Conversano · Corato · Gioia del Colle · Giovinazzo · Gravina in Puglia · Grumo Appula · Locorotondo · Modugno · Mola di Bari · Molfetta · Monopoli · Noci · Noicàttaro · Palo del Colle · Poggiorsini · Polignano a Mare · Putignano · Rutigliano · Ruvo di Puglia · Sammichele di Bari · Sannicandro di Bari · Santeramo in Colle · Terlizzi · Toritto · Triggiano · Turi · Valenzano
1. ↑  https://demo.istat.it/?l=it.